# Dissochondrus
Dissochondrus is een geslacht uit de grassenfamilie (Poaceae). De soorten van dit geslacht komen voor in delen van het Pacifisch gebied.

## Soorten
Van het geslacht zijn de volgende soorten bekend: 
- Dissochondrus bifidus
- Dissochondrus biflorus